# Вооружённые силы Андорры
Вооружённые силы Андорры как принятое понятие и государственная структура в княжестве Андорра отсутствуют. 
На окончание XIX столетия Андорра — государство воинственное, так как все его жители мужского пола от 16- до 60-летнего возраста были обязаны к воинской повинности и поэтому все вооружены, а на начало XX столетия государство вооружённых сил не имело.
Княжество Андорра — одно из немногих государств, в которых отсутствуют вооруженные силы. Функции пограничного контроля, уголовного розыска и охраны общественной безопасности выполняет полиция Андорры численностью 240 человек исключительно офицерского звания, имеющих право на ношение оружия, которым помогают гражданские добровольцы-ассистенты. В случае войны защита Андорры возлагается на Францию и Испанию.
Армия Андорры не воевала с начала XIII века.
Перед Первой мировой войной Андорра содержала в вооруженных силах около 600 ополченцев, занятых неполный рабочий день, под контролем капитана (Capità или Cap de Sometent) и лейтенанта (Desener или Lloctinent del Capità). Армия Андорры не отвечала за службу за пределами княжества и возглавлялась двумя чиновниками (вегерами), назначенными Францией и епископом Урхельским.
Есть популярная версия, что несмотря на то, что Андорра не участвовала ни в каких боевых действиях во время Первой мировой войны, технически она была самым долговременным участником войны, поскольку страна не участвовала в Парижской мирной конференции, оставаясь в состоянии войны с Германией с момента первоначального объявления войны в 1914 году до 24 сентября 1958 года, когда Андорра официально заключила мир с Германией. Однако данная версия опровергается андоррскими историками, которые заявляют, что Андорра была полностью нейтральной в Первой мировой войне.
В обязанность армии входят также охрана торжественных мероприятий и встреча залпом из старых ружей почётных гостей княжества.